# 13a etapa del Tour de França de 2009
La 13a etapa del Tour de França de 2009 es disputà el divendres 17 de juliol sobre un recorregut de 200 quilòmetres entre Vittel i Colmar. Aquesta era una de les dues etapes del Tour (junt amb la 10a) en què els ciclistes no podien portar auriculars, però les protestes exercides pels directors d'equip a l'organització va fer que el Tour i l'UCI es fessin enrere amb aquesta decisió, permetent-ne l'ús des del començament d'etapa. El vencedor fou l'alemany Heinrich Haussler, que arribà en solitari a la meta.

## Recorregut de l'etapa
Abans de l'arribada de les etapes alpines els ciclistes s'han d'enfrontar a una etapa de mitja muntanya entre Vittel i Colmar, tot travessant la Lorena i l'Alsàcia i fins a cinc colls de muntanya a la zona dels Vosges. D'entre aquests ports destaca el Col du Platzerwasel (1182 m) de 1a categoria, situat al km 64,5 i amb rampes del 7,6% durant 8,7 km; i dos ports de segona, el darrer d'ells a sols 20 km per a l'arribada. L'arribada és completament plana.

## Desenvolupament de l'etapa

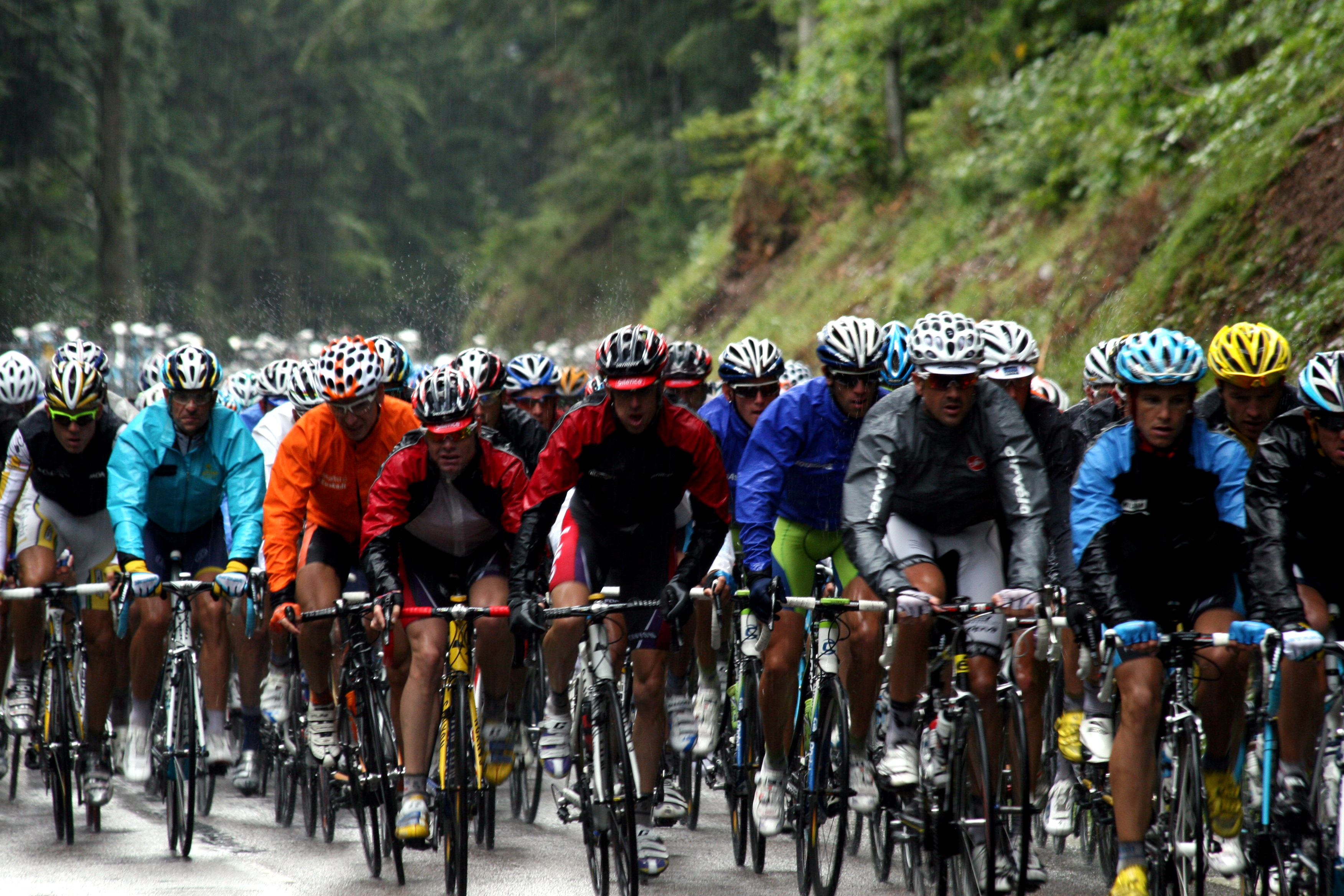
El gran grup sota la pluja durant la 13a etapa del Tour de França

Sota una lleugera pluja al principi de l'etapa i intensa durant bona part d'ella es va disputar la 13a etapa. El fred, intens, es va fer notar entre els ciclistes.
Al km 3 tres homes s'escaparen del gran grup, Christophe Moreau, Heinrich Haussler i Jens Voigt, però ben aviat van ser agafats per quatre ciclistes més, Juan Manuel Gárate, Rubén Pérez Moreno, Rigoberto Urán i Sylvain Chavanel. Al km 57 sols en quedaren tres al capdavant, Ruben Pérez, Sylvain Chavanel i Heinrich Haussler. A manca de 100 km, quan encara faltaven quatre ports de muntanya, els tres escapats disposaven de més de 8' respecte al gran grup.
Durant l'ascensió al Coll de la Schlucht es formà un grup intermedi de 16 corredors, però ben aviat van ser agafats per un gran grup encapçalat per l'Astana. Durant el descens atacà Linus Gerdemann que aconseguí 1', però que durant l'ascens al Coll de Platzerwasel seria atrapat. Per la seva banda, Rubén Pérez es despenjà del grup d'escapats i passà pel coll a més de 2'.
Durant el descens Haussler deixà enrere Chavanel i marxà en solitari en busca de la victòria. Pel darrere atacava Amets Txurruka i Brice Feillu, que superaren Chavanel, però no pogueren agafar Haussler que guanyaria l'etapa en solitari, amb més de 4' sobre Txurruka.
El gran grup, format per una seixantena de ciclistes, arribà a quasi 7' del vencedor, sense que hi hagués cap canvi significatiu a la classificació general, però sí en la classificació de la muntanya i dels punts, que a partir d'aquest moment passaren a ser liderades per Franco Pellizotti i Thor Hushovd, respectivament.
Durant els descens del Coll de Bannstein Óscar Freire i Julian Dean van ser atacats amb una escopeta de balins, sent ferits a la cama i a la mà respectivament. Es creu que els atacants van ser dos adolescents i els ciclistes van interposar la corresponent denúncia.

## Esprints intermedis
| 1r | Christophe Moreau | 6 pts |
| 2n | Heinrich Haussler | 4 pts |
| 3r | Sylvain Chavanel  | 2 pts |

| 1r | Ruben Pérez Moreno | 6 pts |
| 2n | Sylvain Chavanel   | 4 pts |
| 3r | Heinrich Haussler  | 2 pts |

| 1r | Sylvain Chavanel   | 6 pts |
| 2n | Heinrich Haussler  | 4 pts |
| 3r | Ruben Pérez Moreno | 2 pts |

## Ports de muntanya
| 1r | Juan Manuel Gárate | 4 pts |
| 2n | Ruben Pérez Moreno | 3 pts |
| 3r | Sylvain Chavanel   | 2 pts |
| 4t | Christophe Moreau  | 1 pt  |

| 1r | Ruben Pérez Moreno | 10 pts |
| 2n | Sylvain Chavanel   | 9 pts  |
| 3r | Heinrich Haussler  | 8 pts  |
| 4t | Egoi Martínez      | 7 pts  |
| 5è | Franco Pellizotti  | 6 pts  |
| 6è | Gorka Verdugo      | 5 pts  |

| 1r | Sylvain Chavanel   | 15 pts |
| 2n | Heinrich Haussler  | 13 pts |
| 3r | Ruben Pérez Moreno | 11 pts |
| 4t | Franco Pellizotti  | 9 pts  |
| 5è | Mikel Astarloza    | 8 pts  |
| 6è | Alberto Contador   | 7 pts  |
| 7è | Lance Armstrong    | 6 pts  |
| 8è | Frank Schleck      | 5 pts  |

| 1r | Heinrich Haussler | 4 pts |
| 2n | Sylvain Chavanel  | 3 pts |
| 3r | Amets Txurruka    | 2 pts |
| 4t | Brice Feillu      | 1 pt  |

| 1r | Heinrich Haussler | 20 pts |
| 2n | Amets Txurruka    | 18 pts |
| 3r | Sylvain Chavanel  | 16 pts |
| 4t | Brice Feillu      | 14 pts |
| 5è | Franco Pellizotti | 12 pts |
| 6è | Vincenzo Nibali   | 10 pts |

## Classificació de l'etapa
|    | Ciclista          | Equip             | Temps      |
| -- | ----------------- | ----------------- | ---------- |
| 1  | Heinrich Haussler | Cervélo TestTeam  | 4h 56' 26" |
| 2  | Amets Txurruka    | Euskaltel–Euskadi | + 4' 11"   |
| 3  | Brice Feillu      | Agritubel         | + 6' 13"   |
| 4  | Sylvain Chavanel  | Quick Step        | + 6' 31"   |
| 5  | Peter Velits      | Milram            | + 6' 43"   |
| 6  | Thor Hushovd      | Cervélo TestTeam  | m. t.      |
| 7  | Vladímir Iefimkin | AG2R La Mondiale  | m. t.      |
| 8  | Bradley Wiggins   | Garmin-Slipstream | m. t.      |
| 9  | George Hincapie   | Team Columbia-HTC | m. t.      |
| 10 | Andy Schleck      | Team Saxo Bank    | m. t.      |

## Classificació general
|    | Ciclista              | Equip             | Temps       |
| -- | --------------------- | ----------------- | ----------- |
| 1  | Rinaldo Nocentini     | AG2R La Mondiale  | 53h 30' 30" |
| 2  | Alberto Contador      | Team Astana       | + 6"        |
| 3  | Lance Armstrong       | Team Astana       | + 8"        |
| 4  | Bradley Wiggins       | Garmin-Slipstream | + 46"       |
| 5  | Andreas Klöden        | Team Astana       | + 54"       |
| 6  | Tony Martin           | Team Columbia-HTC | + 1' 00"    |
| 7  | Christian Vande Velde | Garmin-Slipstream | + 1' 24"    |
| 8  | Andy Schleck          | Team Saxo Bank    | + 1' 49"    |
| 9  | Vincenzo Nibali       | Liquigas          | + 1' 54"    |
| 10 | Luis León Sánchez     | Caisse d'Epargne  | + 2' 16"    |

## Classificacions annexes

### Classificació per punts
| Classificació per punts | Total   |
| ----------------------- | ------- |
| Thor Hushovd            | 205 pts |
| Mark Cavendish          | 200 pts |
| José Joaquín Rojas      | 116 pts |

### Classificació de la muntanya
| Classificació de la muntanya | Total  |
| ---------------------------- | ------ |
| Franco Pellizotti            | 98 pts |
| Egoi Martínez                | 95 pts |
| Brice Feillu                 | 64 pts |

### Classificació del millor jove
| Classificació del millor jove | Temps       |
| ----------------------------- | ----------- |
| Tony Martin                   | 53h 31' 30" |
| Andy Schleck                  | + 49"       |
| Vincenzo Nibali               | + 54"       |

### Classificació per equips
| Classificació per equips | Total        |
| ------------------------ | ------------ |
| Team Saxo Bank           | 158h 57' 08" |
| AG2R La Mondiale         | + 34"        |
| Team Astana              | + 37"        |

### Combativitat
- Heinrich Haussler

## Abandonaments
- Levi Leipheimer. No surt per una fractura d'escafoides en l'etapa anterior[7]
- Peter Wrolich. No surt.